# 382900 Rendelmann
382900 Rendelmann è un asteroide della fascia principale. Scoperto nel 2004, presenta un'orbita caratterizzata da un semiasse maggiore pari a 2,6190579 au e da un'eccentricità di 0,1264695, inclinata di 8,42042° rispetto all'eclittica.